# Kriegerdenkmal Piesdorf
Das Kriegerdenkmal Piesdorf ist ein denkmalgeschütztes Kriegerdenkmal in der Ortschaft Piesdorf der Stadt Könnern in Sachsen-Anhalt. Im örtlichen Denkmalverzeichnis ist das Kriegerdenkmal unter der Erfassungsnummer 094 60824 als Baudenkmal verzeichnet.
Das Kriegerdenkmal Piesdorf befindet sich auf dem Friedhof des Ortes. Es handelt sich um eine Gedenkstätte der gefallenen Soldaten des Ersten Weltkriegs. Bei dem Kriegerdenkmal handelt es sich um eine gemauerte Stufenstele, die von einem eisernen Kreuz gekrönt wird. In der Stele ist eine Gedenktafel mit den Namen der Gefallenen eingelassen. 

## Quelle
- Gefallenendenkmal Piesdorf Online, abgerufen am 2. August 2017.